# عامي (مجلة)
عامي (بالعبرية: עמי، "شعبي") هي مجلة أخبار يهودية أرثوذكسية تصدر أسبوعياً في نيويورك وإسرائيل. أطلقت المجلة من قبل فريق زوجة الحاخام يتزتشوك فرانكفورتر وريتشي فرانكفورتر المحررين السابقين في ميشباتشا.